# Pijavičino
Pijavičino je malá vesnice v opčině Orebić v Chorvatsku, v Dubrovnicko-neretvanské župě. V roce 2001 žilo v obci 143 obyvatel v 60 domech. Vesnice je situována při hlavní pelješacké silnici D 414 mezi vesnicí Potomje na jihozápadě a na Janjinou na východě.
Pijavičino se rozkládá v úrodném údolí mezi kopci. Na vyvýšeném místě se v minulosti nacházelo šlechtické letní sídlo, z něhož se zachoval kostelík sv. Kateřiny. Další památkou je Zlataričeva kula, šlechtické sídlo a obranná tvrz, kterou roku 1625, vybudoval aristokrat Cvijeto Zlatarić. Nápisem "buduje sobě i potomkům z lásky k zeleným hájům" chtěl oslavit místní krajinu. Vhodné klima vytváří podmínky pro pěstování vinné révy, hlavně odrůdy Plavac mali, a pro výrobu celosvětově známých vín Pelješac, Dingač, Postup a Plavac s chráněným geografickým původem. Další ekonomickou aktivitou je zemědělství a turistika.

## Galerie

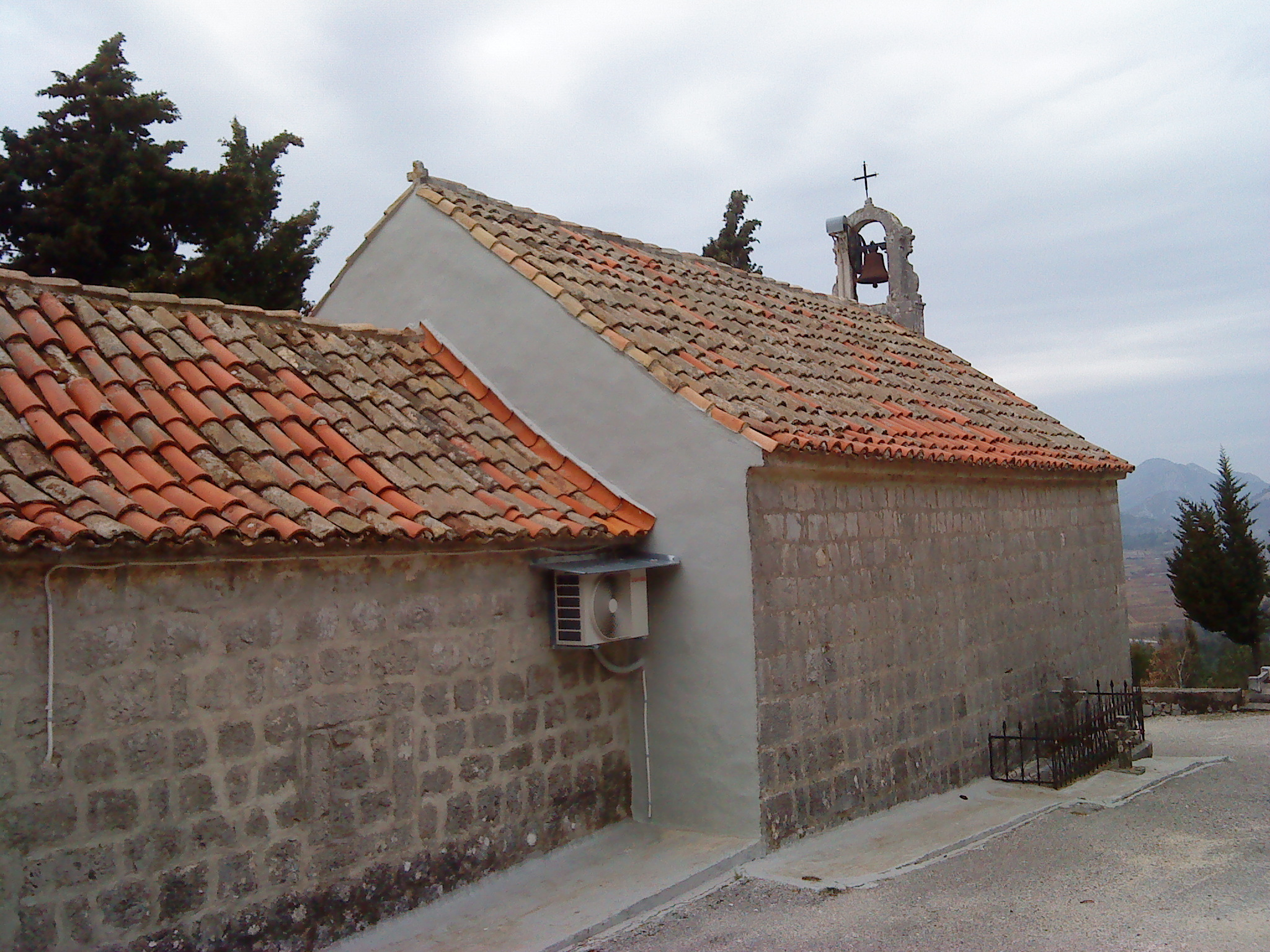
Kaple sv. Matouše ze 17. století se hřbitovem
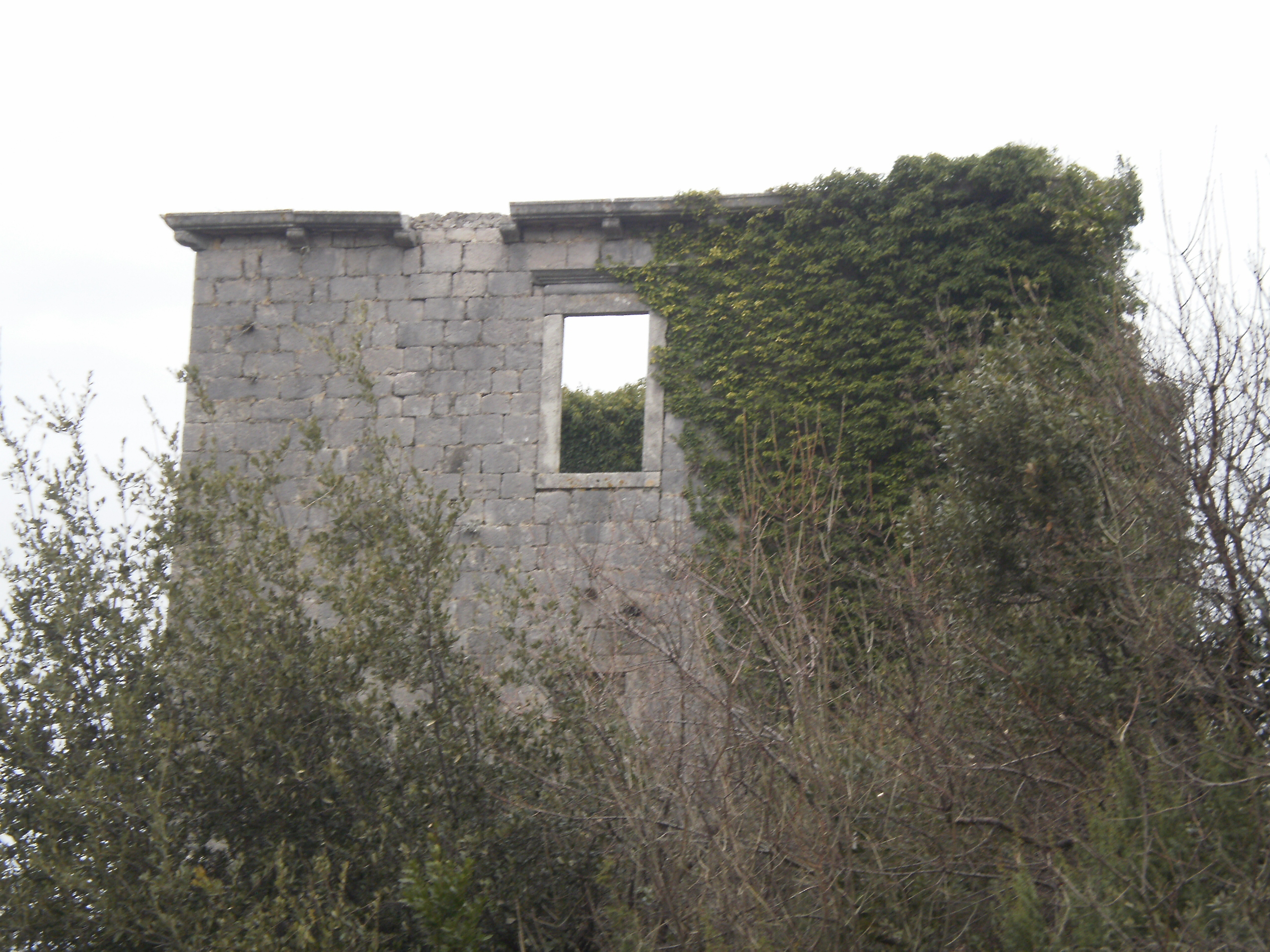
Zlataričova věž
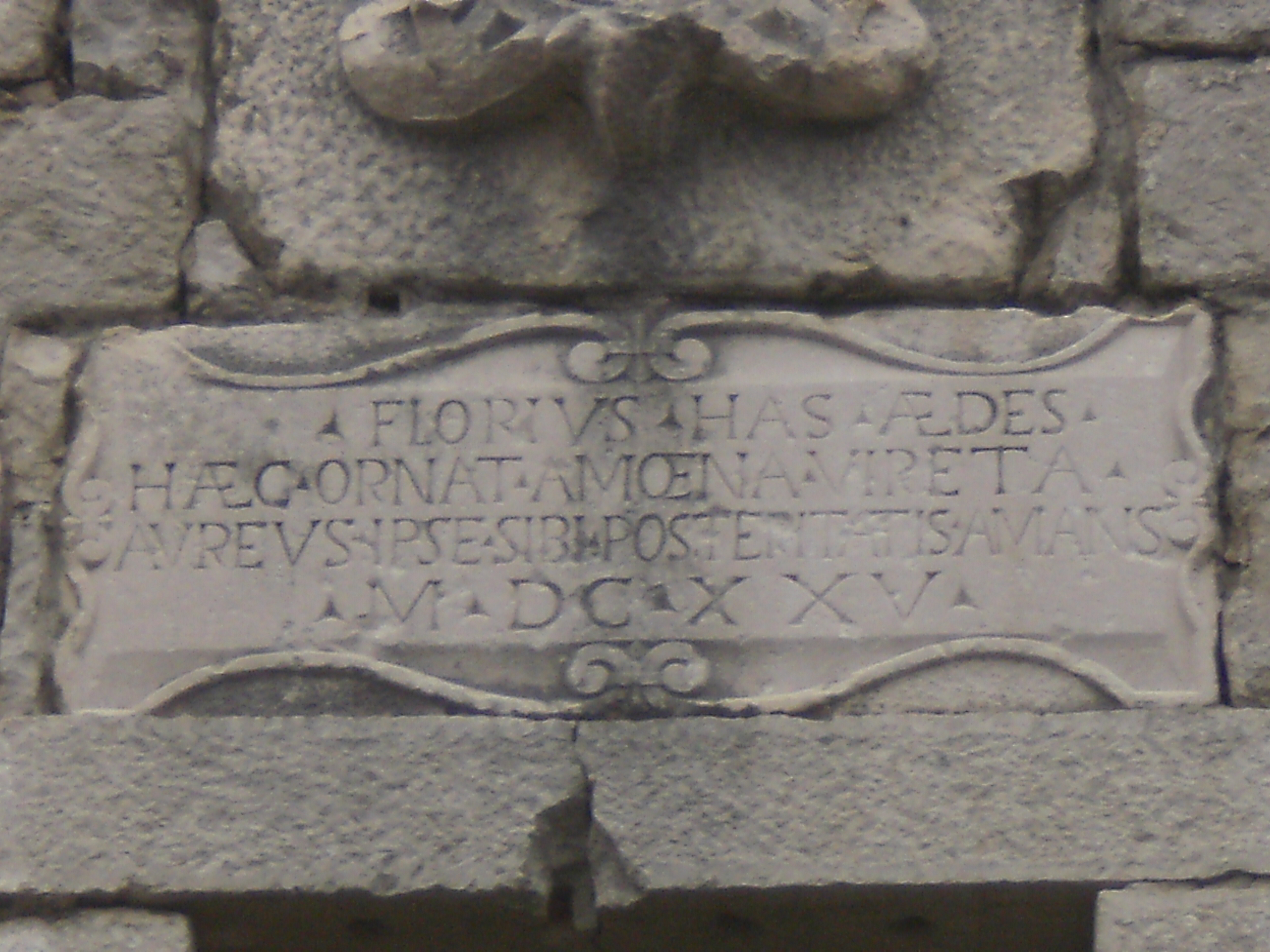
Nápis na Zlataričově věži
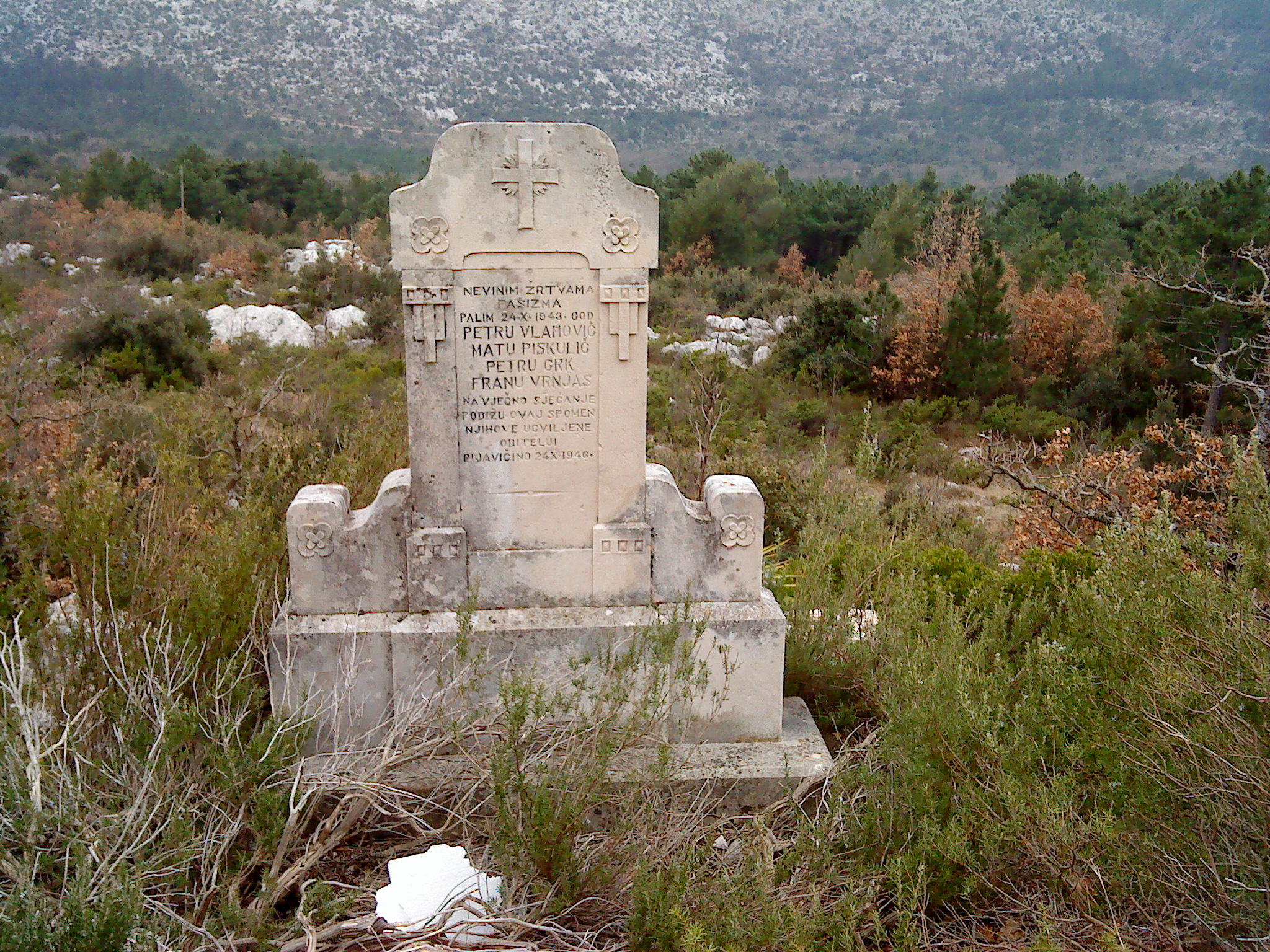
Partyzánský památník
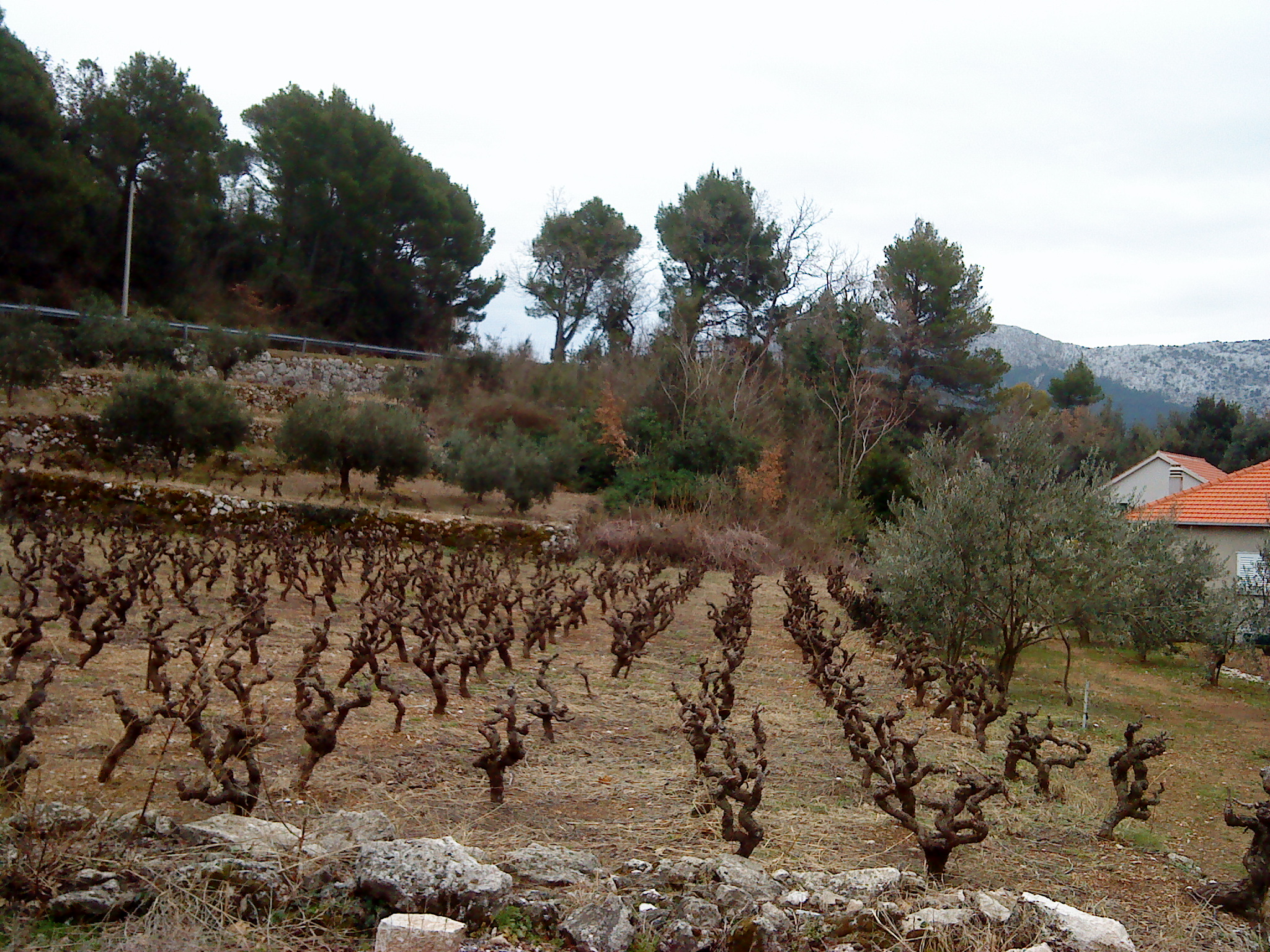
Vinice
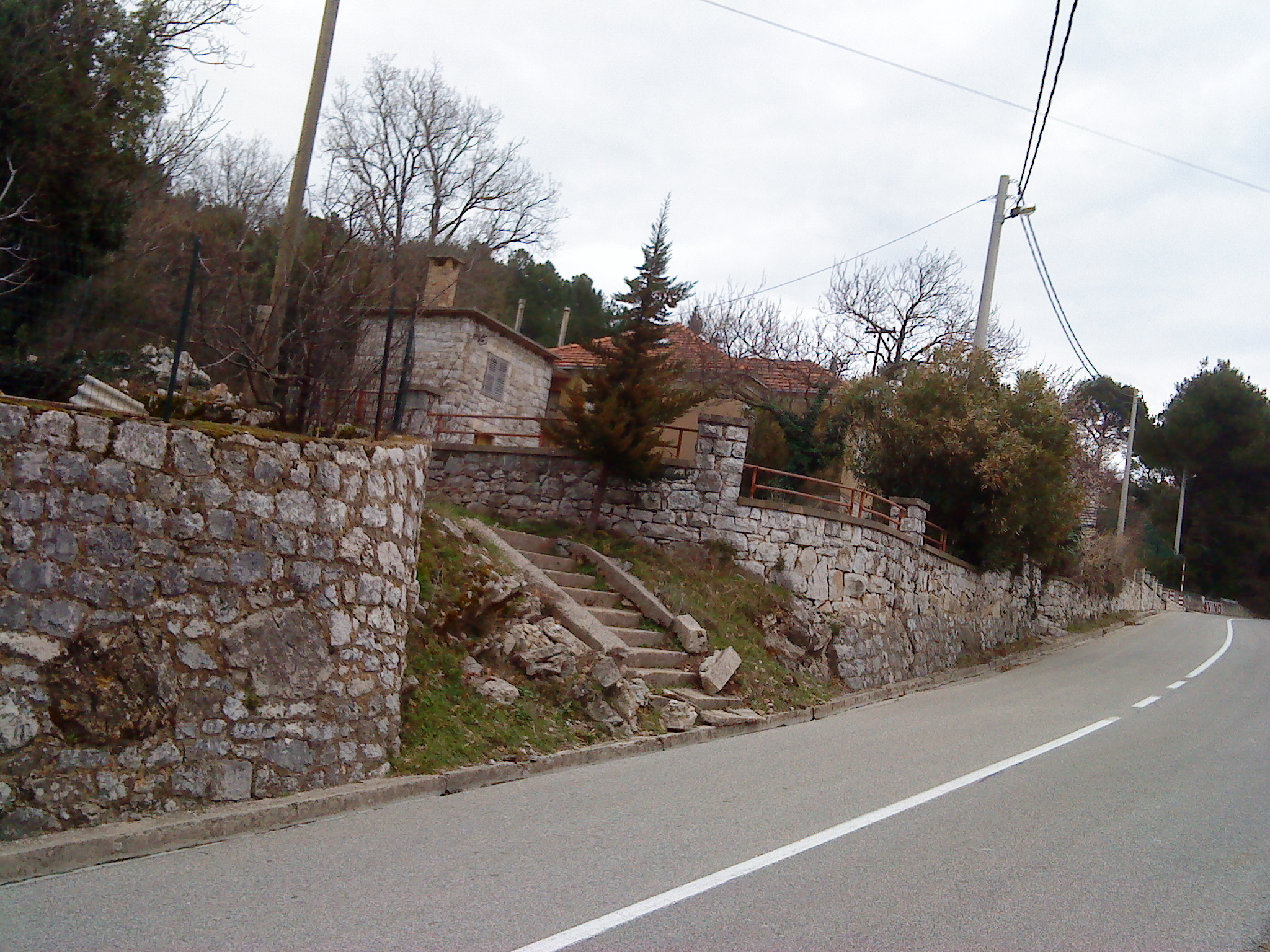
Silnice přes Pijavičino
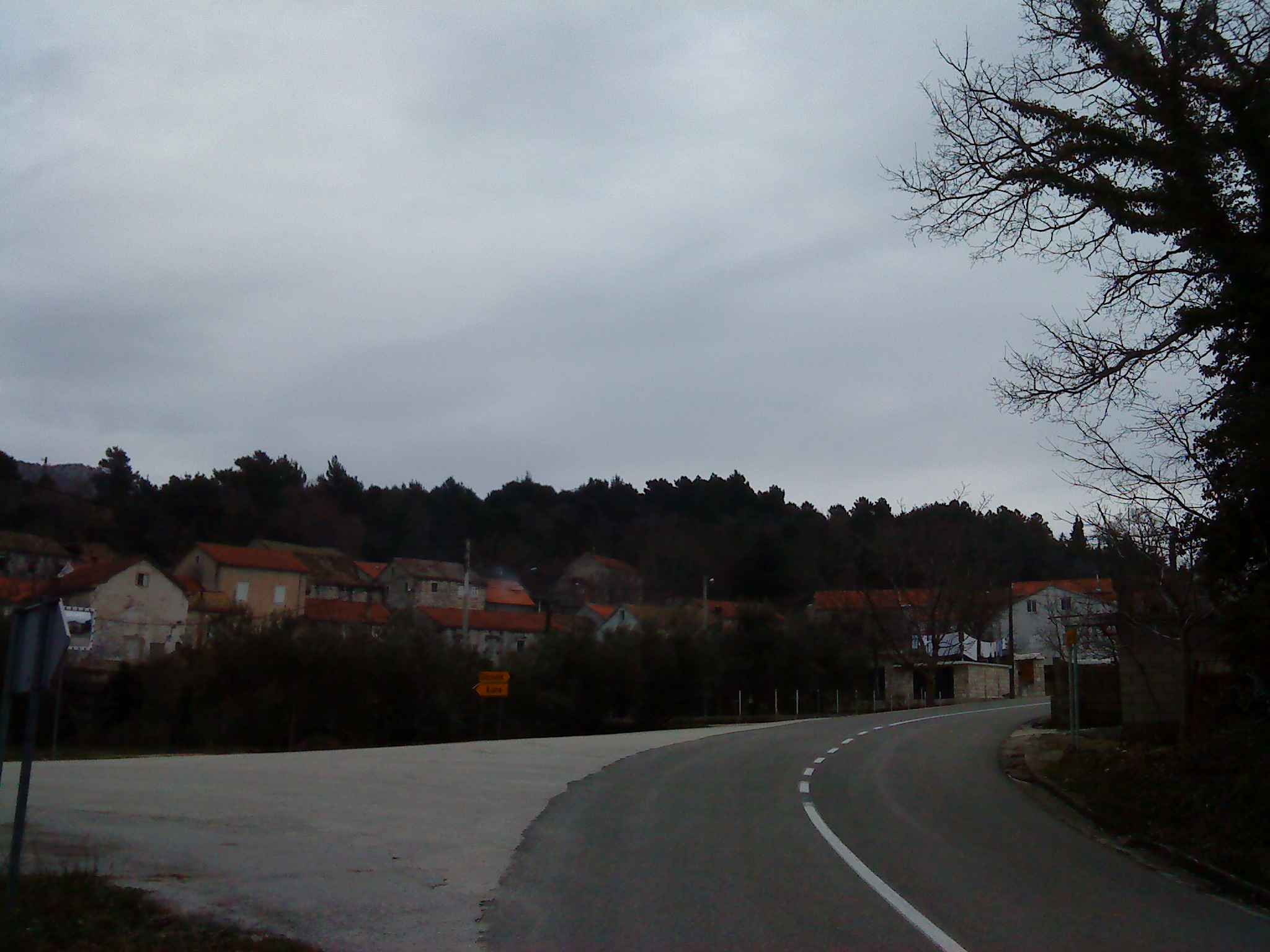
Rozcestí